# Russel Norman
Russel Norman, né le 2 juin 1967 à Brisbane en Australie,, est un homme politique néo-zélandais, co-dirigeant du Parti vert depuis 2006 (aux côtés de Metiria Turei depuis 2009).

## Éducation et carrière professionnelle
Il naît dans une famille de la classe ouvrière, relativement pauvre, et a cinq frères et sœurs. Étudiant en médecine à l'Université du Queensland, il participe à des manifestations anti-nucléaires et pour les droits des animaux. Il abandonne un temps ses études, devient ouvrier dans l'industrie automobile, puis entreprend des études de science politique et d'histoire, avec pour visée de se lancer dans la politique. Il quitte l'Australie pour la Nouvelle-Zélande en 1997, et y rejoint le Parti vert. La même année, il devient ouvrier agricole dans une ferme d'agriculture biologique. Bien qu'installé en Nouvelle-Zélande, il complète son doctorat en science politique à l'Université Macquarie à Sydney.

## Carrière politique
Au sein du Parti vert, il se concentre tout d'abord sur l'opposition aux organismes génétiquement modifiés(OGM). Il se présente sans succès lors des élections législatives de 2002, puis de 2005 ; pour ces dernières, il est le coordinateur de la campagne électorale du parti, qui n'obtient toutefois que six sièges, trois de moins qu'en 2002. En 2006, le parti l'élit co-dirigeant, avec Jeanette Fitzsimons, à la suite de la mort de Rod Donald ; le Parti vert est nécessairement co-dirigé par un homme et une femme. En juin 2008, il fait son entrée à la Chambre des représentants à la suite de la démission du député vert Nándor Tánczos. Il conserve son siège lors des élections législatives de 2008 et de 2011.